# Ignacio Astigarraga
Ignacio Astigarraga Uriarte (* 12. September 1936 in Durango) ist ein ehemaliger spanischer Radrennfahrer.

## Sportliche Laufbahn
Astigarraga war Straßenradsportler und Teilnehmer der Olympischen Sommerspiele 1960 in Rom. Im Mannschaftszeitfahren belegte Spanien mit Ignacio Astigarraga, Juan Sánchez, José Antonio Momeñe und Ramón Sáez Marzo den 8. Platz. Im olympischen Straßenrennen kam er auf den 56. Rang.
1958 wurde er beim Sieg von Francisco Tortellá Dritter der nationalen Meisterschaft im Straßenrennen der Amateure. 1960 siegte er in der Vuelta a Bidasoa.